# 奇爾卡凱姆河
奇爾卡凱姆河是俄羅斯的河流，屬於凯姆河的右支流，由卡累利阿共和國負責管轄，河道全長221公里，流域面積8,270平方公里，河水主要來自融雪和雨水，每年十月至翌年五月結冰。